# Ria Borkent
Ria Borkent (Apeldoorn, 29 april 1950) is een Nederlands schrijfster en dichteres van zowel seculiere als religieuze poëzie en kerkliedteksten. Ze is vooral bekend in protestants-christelijke kring.

## Loopbaan
Ria Borkent studeerde aan de Pedagogische Academie in Rotterdam en werkte vervolgens in het onderwijs in onder andere Hilversum en Apeldoorn. Vanaf 2002 tot 2014 was zij als dichter verbonden aan het project Psalmen voor Nu en aan de rubriek Dichter op het Nieuws van het Nederlands Dagblad. In 2012 en 2013 was zij stadsdichter van haar woonplaats Apeldoorn.
Ze leverde verschillende teksten aan het Liedboek - zingen en bidden in huis en kerk (2013) en was redacteur van de bundel Schriftgedichten, poëzie bij het kerkelijk jaar (2013). Ze is lid van de Maatschappij der Nederlandse Letterkunde, van Schrijverscontact, van het deputaatschap Eredienst (liturgie en kerkmuziek) in de Nederlandse Gereformeerde Kerken en van het comité van aanbeveling van de Bond tegen Vloeken.

## Publicaties
- Gaatjes in mijn oren – gedichten (Utrecht, 1994)
- Een vleugje eeuwigheid – 80 Bachkoralen herdicht (Baarn/Kampen, 1998)
- Paasoratorium Het Lam dat ons doet leven, muziek Dirk Zwart (1998)
- Zing met de hemelboden – 77 liederen voor gemeente en cantorij (Zoetermeer, 2003)
- Hondsdraf – gedichten (Zoetermeer, 2005)
- Matteüs Passie, een poëtische hertaling (Zoetermeer 2012)
- Kerstoratorium Licht voor de wereld, muziek Dirk Zwart (2001)
- Huis aan de Handelskade - roman (Utrecht, 2019)

## Bijgedragen aan

### Poëzie en liedteksten
- Psalmen voor Nu (Utrecht 2005 - 2014)
- Liedboek - zingen en bidden in huis en kerk (Utrecht, 2013)
- Schriftgedichten - poëzie bij het kerkelijk jaar, bijdragen en eindredactie (Heerenveen, 2013)
- Hemelhoog, protestants-evangelisch liedboek (Utrecht, 2015)
- Weerklank - instemmen met het Woord in psalm en lied (Utrecht, 2016)
- Gereformeerd Kerkboek (Heerenveen, 2006 en 2017)
- De Nieuwe Psalmberijming (Utrecht, 2021)

### Proza
- Het Groot Kinderbijbelliedjesleesboek (Utrecht, 2007)
- Kerst Kinderbijbel Liedjesleesboek (Utrecht, 2009)
- Dit wil ik je graag zeggen (Franeker, 2012)
- Kerstavond (Utrecht, 2013)
- Vrouwenbijbel (Heerenveen, 2016)
- Kerstverhalenbundel De Zoon (Utrecht, 2017)
- God wil bij mensen wonen, kinderbijbel (Utrecht, 2017)

## Liederen in het Liedboek
De volgende teksten in het Liedboek - zingen en bidden in huis en kerk zijn van de hand van Ria Borkent:
- 13c - Hoelang nog Heer, blijft U mij vergeten
- 84a - Wat hou ik van uw huis
- 188 - Bij de Jakobsbron
- 242 - Nu is de dag voorbijgegaan
- 289 - Heer, het licht van uw liefde schittert
- 409 - Lam van God, onschuldig
- 480 - Ik wandel in gedachten
- 508 - Klaarlichte nacht
- 554 - Welkom, welkom, koning Jezus
- 583 - Maria keek toe, men hing Jezus zo hoog
- 587 - Licht voor de wereld, geeft U zich gevangen
- 639 - Christus in het graf geborgen
- 738 - Kom zing het lied van Eva
- 786 - Wij zingen God ter ere
- 858 - Vernieuw in ons, o God
- 975 - Jezus roept hier mensen samen

## Schriftgedichten
De volgende gedichten van Ria Borkent zijn opgenomen in de bundel Schriftgedichten – Poëzie bij het kerkelijk jaar:
- A14 Primeur
- A30 Getsemane
- A52 Op de akker
- A69 Gelukles
- B11 Kind vermist
- B22 Spoedeisende hulp
- B29 Stille week
- B30 De zalving van Maria
- B50 Weg van miskenning
- B56 Effata
- C1 Voorbodes
- C17 Gennesaret
- C19 Wees lief voor je vijand
- C45 Centurio in Kafarnaum
- C65 Aanvliegroute

## Externe websites
- Website Ria Borkent
- Gedichten als Dichter op het Nieuws
- Gedichten als Stadsdichter van Apeldoorn